# Cosimosinisches Schlösschen

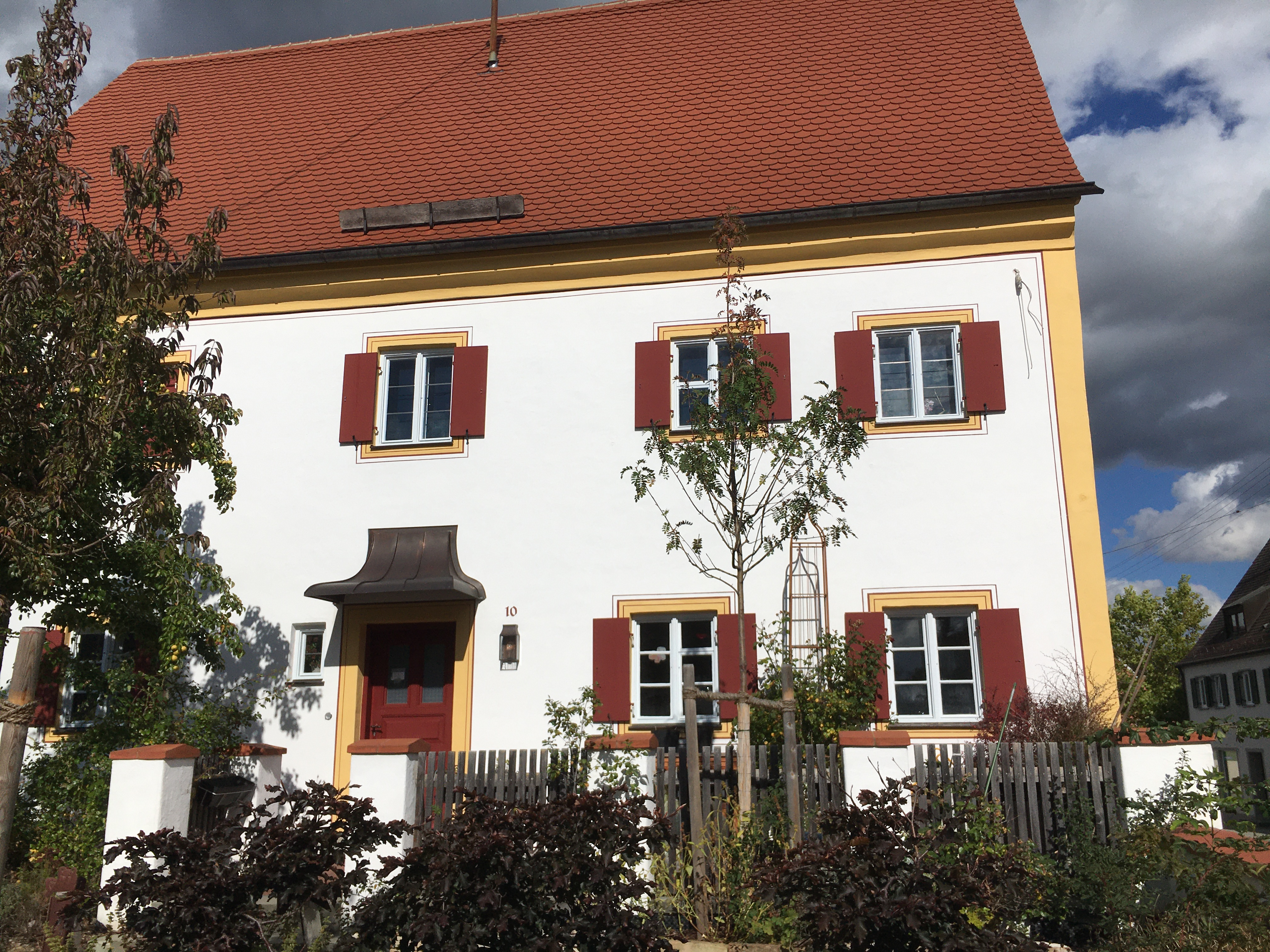
Südseite des Cosimosinischen Schlösschens im Jahr 2021

Das Cosimosinische Schlösschen in Bobingen, einer Stadt im Landkreis Augsburg, wurde im Kern im 17. Jahrhundert errichtet. Das Gebäude an der Lindauer Straße 10 ist ein geschütztes Baudenkmal.

## Beschreibung
Der zweigeschossige, giebelständige Bau mit Frackdach, der zur Straße aufgesockelt ist, gilt als ältester erhaltener Profanbau der Stadt Bobingen. Er entstand nach dendrochronologischen Datierungen 1537 bis 1540 auf Resten eines Wohnhauses und wurde im 17. Jahrhundert zum Sommer- und Jagdschlösschen ausgebaut. Die Familien Fugger, Welser, der Patrizier Cosimo Sini (ein Florentiner und Mitinhaber des Nürnberger Handelshauses Benevieni-Sini, der sich 1622 in Augsburg niederließ), das Hochstift Augsburg und die Grafen von Tratzberg besaßen das Schloss. Ab dem 18. Jahrhundert war es in bürgerlichem Besitz und wurde ab der zweiten Hälfte des 18. Jahrhunderts als Gasthaus genutzt.
Seit 1785 ist das heute als Wohnhaus genutzte Gebäude im Familienbesitz.

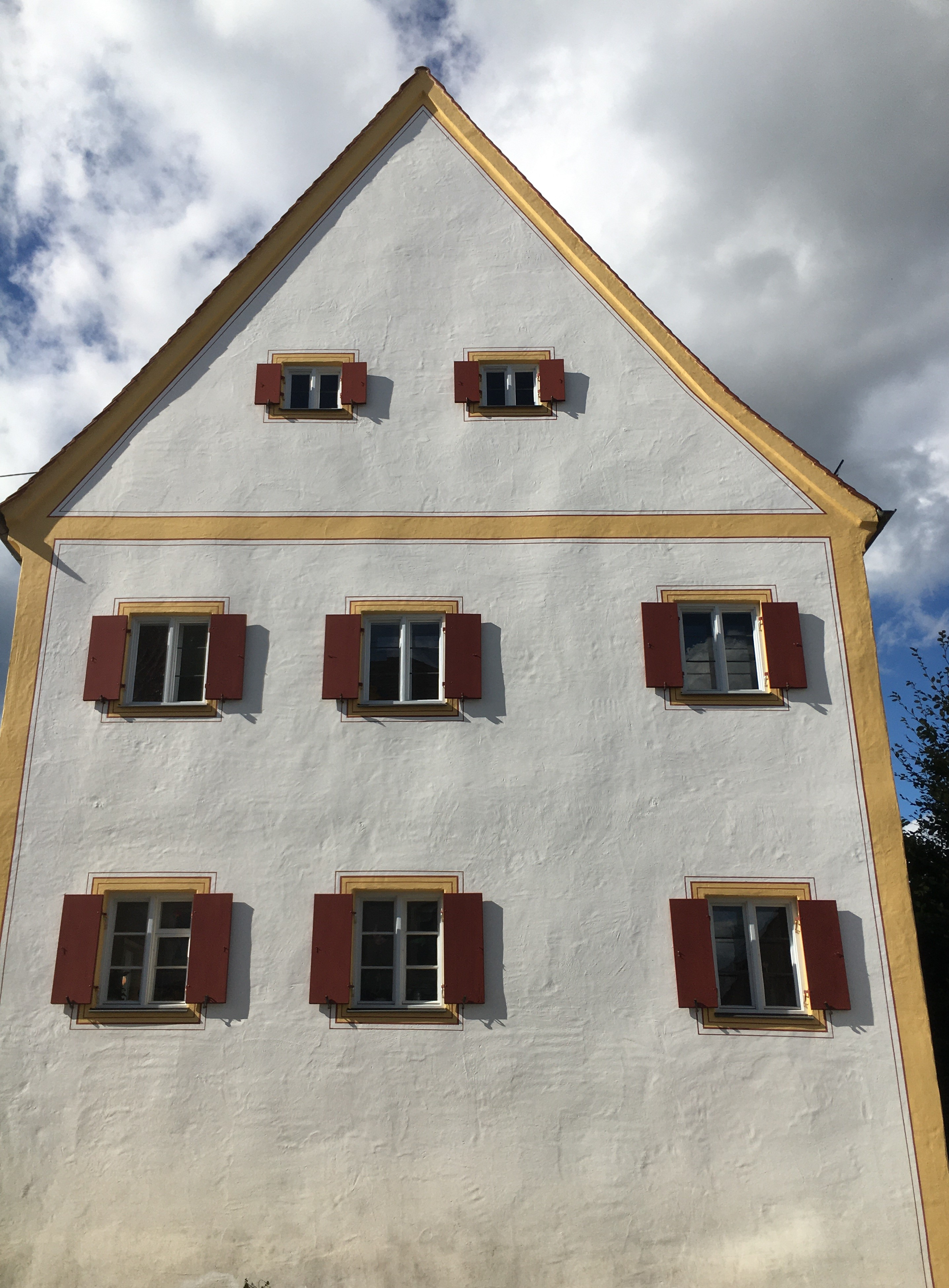
Ostseite des Schlösschens
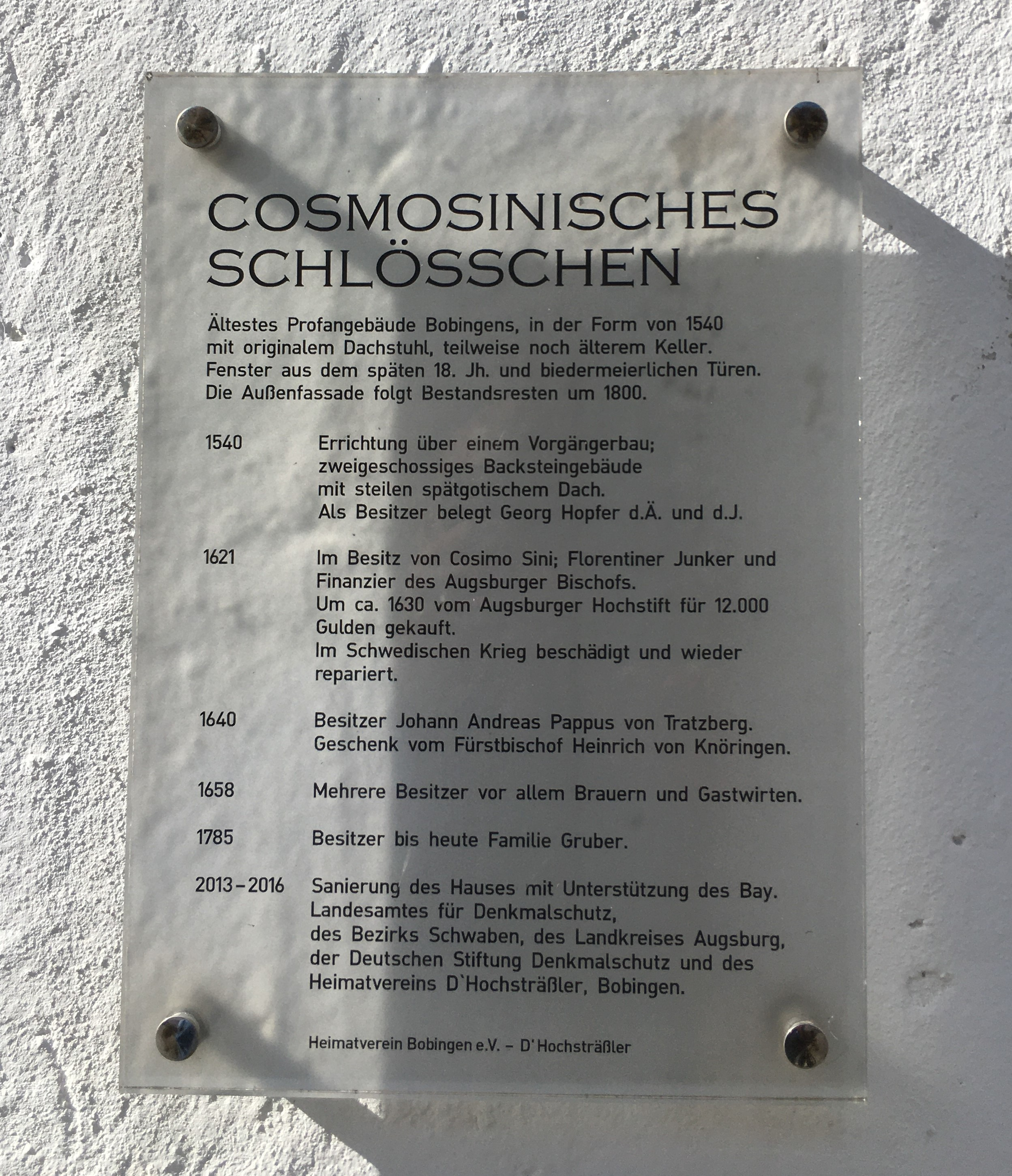
Hinweistafel zur Baugeschichte
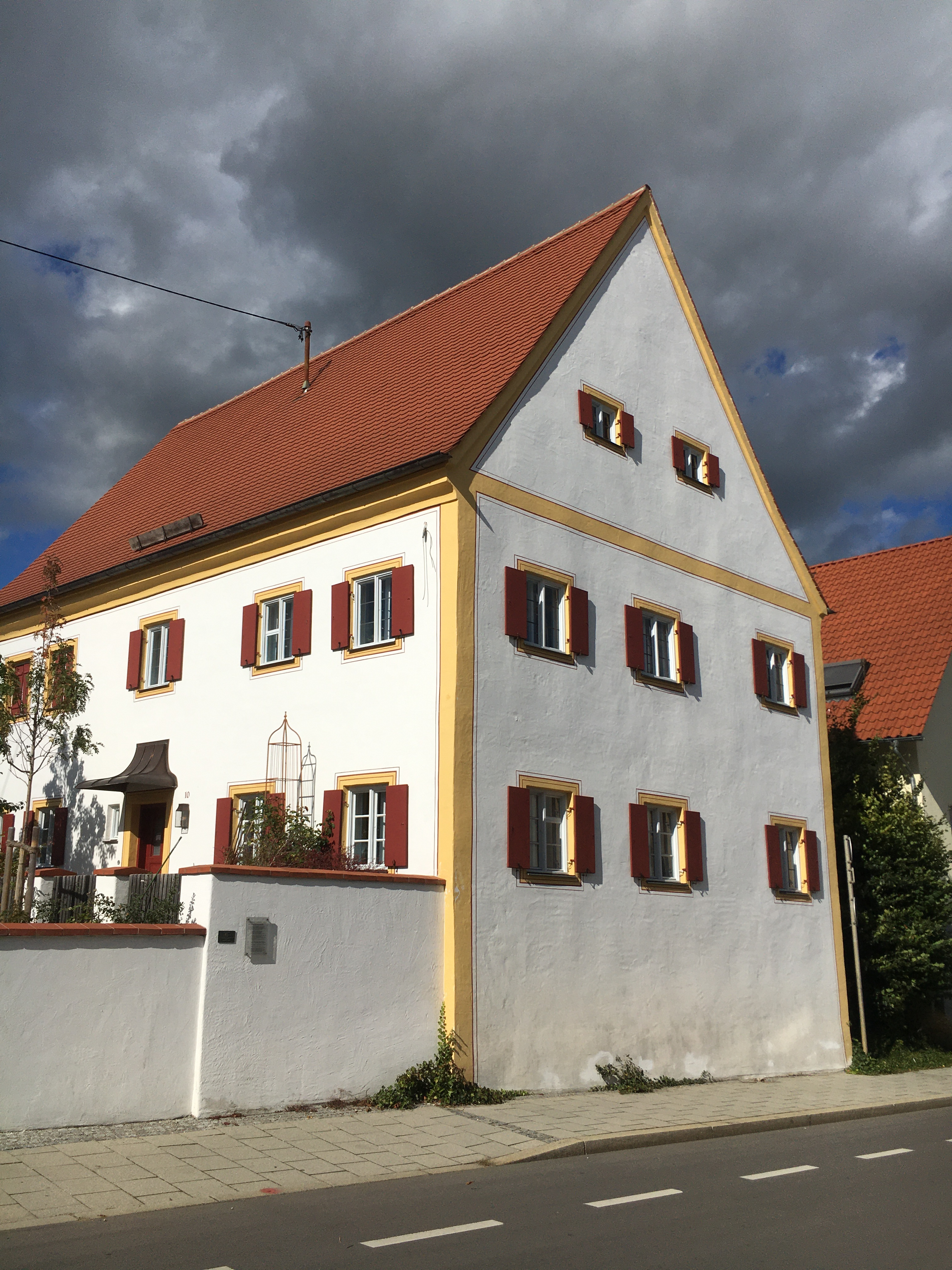
Süd-/Ostseite des Schlösschens